# ملعب الوحدة المغاربية
ملعب الوحدة المغاربية (بالفرنسية: Stade de l'Unité maghrébine )‏ هو ملعب كرة قدم وألعاب قوى مُتعدد الاستخدمات، يقع في بجاية بالجزائر، ويتسع إلى 18000 شخص.

### وصلات خارجية
- (بالعربية) الموقع الرسمي للاتحادية الجزائرية لكرة القدم